# El Criticón

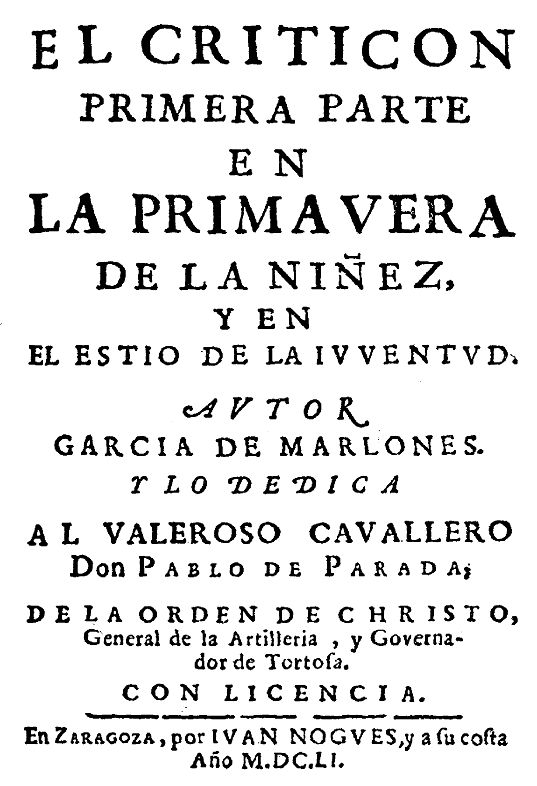
Portada de la primera edició de El Criticón (1651)

El Criticón és una novel·la espanyola de Baltasar Gracián. Fou publicada en tres parts durant els anys 1651, 1653 i 1657. És considerada la seva millor obra, i una de les obres més influents de la literatura espanyola, juntament amb El Quixot i La Celestina. El Criticón reuneix i expandeix les seves obres anteriors. És considerada l'obra pionera del gènere Bildungsroman.
L'obra és una al·legoria que cobreix la vida d'Andrenio, representant dues facetes de la seva vida: la seva impulsivitat i la seva falta d'experiència. Remarca la visió filosòfica del món de Gracián en forma de conte èpic.
Gracián va produir aquest romanç per resumir les seves reflexions i expandir la seva habilitat com a escriptor alhora. Gracián va escriure la novel·la durant els seus últims anys i conté la seva visió final del món i de la vida humana. La visió global és pessimista i desolada, tot i que els dos protagonistes virtuosos representen l'esperança. Escapen de la mediocritat i aconsegueixen la fama eterna.
L'animadversió cap als valencians de l'autor que es troba a l'obra podria ser explicada perquè va ser objecte de murmuracions contra la seua persona a causa d'una superxeria que tramà per a atraure l'atenció en un dels seus sermons al afirmar que li havia arribat una carta de l'infern portada per Aqueront i que l'obriria i llegiria un altre dia. La superxeria causà un escàndol entre les autoritats eclesiàstiques valencianes que l'obligaren a retractar-se de manera pública.